# Tonquín
|  | Per a altres significats, vegeu «Tonquín (desambiguació)». |

Mapa del Vietnam que mostra la conquesta del sud en 900 anys

Tonquín (en idioma vietnamita: Bắc Kỳ), també escrit com Tongkin, Tonkin o Tongking, és la part més al nord del Vietnam, al sud de Yunnan i Guangxi de la Xina i al nord de Laos, i a l'oest del Golf de Tonquín. El nom local de Bắc Kỳ, significa "Regió del Nord". Es troba al delta del Riu Roig. S'hi cultiva molt l'arròs.

## Protectorat francès

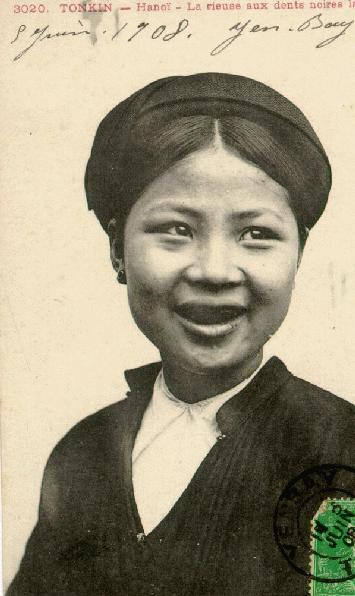
Dona de Tonquín (cap a 1905)

L'exèrcit francès començà a ser present al Delta del Mekong pel 1777, quan participà en les lluites dinàstiques que van conduir a la unificació del Vietnam sota la dinastia Nguyen. Durant el segle xix França colonitzà el terç sud del Vietnam (Cotxinxina) incloent-hi Saigon el 1867. Més tard, el Vietnam central va esdevenir el protectorat francès d'Annam i la presència francesa al Vietnam s'enfortí. Després de la victòria en la Guerra Sino-francesa (1884–1885), Tonquín passà a estar sota la sobirania de França i tot el Vietnam va ser governat pels francesos pel Tractat de Tianjin. Durant l'administració colonial francesa el Vietnam va estar dividit administrativament en tres territoris: Protectorat de Tonquín (al nord), Protectorat d'Annam (al centre) i la colònia de la Cotxinxina (al sud). Durant el govern francès Hanoi va ser la capital de Tonquín i més tard de la Indoxina francesa. Aquesta divisió era relativament artificial des d'un punt de vista geogràfic i cultural. El govern colonial va fer infraestructures importants com el desenvolupament del port de Haiphong i la construcció del ferrocarril Transindoxinès que unia Hanoi amb Saigon, i va impulsar una certa industrialització en el camp tèxtil. La colonització va comportar l'augment del catolicisme entre la població nativa (un 10% de catòlics l'any 1940) i l'extensió de l'idioma francès.
L'administració colonial francesa va durar fins que el Japó va ocupar Indoxina durant la Segona Guerra Mundial, tot i que fins a 1945 els ocupants van permetre l'existència d'un govern francès titella. Després de la Guerra, Tonquín va quedar sota la influència xinesa, i Ho Chi Minh va proclamar la República Democràtica del Vietnam, de signe comunista, mentre que francesos i anglesos controlaven el sud del Vietnam. Amb el suport de Harry Truman, França va iniciar la reconquesta de Tonquín, donant lloc a la Guerra d'Indoxina, que va acabar el 1954 amb la desfeta francesa a Dien Bien Phu, a l'oest de Tonquín, i amb la formació de l'estat comunista del Vietnam del Nord que comprenia Tonquín i el nord d'Annam.